# Уголовный кодекс РСФСР 1960 года
Уголовный кодекс Российской Советской Федеративной Социалистической Республики 1960 года — уголовный кодекс в виде закона РСФСР, утверждённый Верховным Советом РСФСР 27 октября 1960 года.
Вступил в силу с 1 января 1961 года, и с многочисленными изменениями и дополнениями действовал, пока 1 января 1997 года в силу не вступил принятый 13 июня 1996 года Уголовный кодекс РФ 1996 года.

## История
В середине 1950-х годов, после смерти И. В. Сталина и послевоенного восстановления экономики страны, в которой окончательно утвердился социализм, был взят курс на либерализацию и гуманизацию общественной жизни, в связи с чем назрела необходимость масштабного обновления общесоюзного уголовного законодательства, которое в сталинское время носило явно репрессивный характер.
25 декабря 1958 года были приняты Основы уголовного законодательства Союза ССР и союзных республик 1958 года, и республиканские УК начали приводиться в соответствие с ними.

### Основные черты нового законодательства
Основы декларировали в качестве первоочередной задачи «охраны советского и государственного строя, социалистической собственности, социалистического правопорядка, личности и прав граждан».
Преступление квалифицировалось как «предусмотренное уголовным законом общественно опасное деяние (действие или бездействие), посягающее на общественный строй СССР, его политическую и экономическую системы, социалистическую собственность, личность, политические, трудовые, имущественные и другие права и свободы граждан, а равно иное, посягающее на социалистический правопорядок общественно опасное деяние, предусмотренное уголовным законом».

#### Принципы
Отменяя существовавший ранее принцип аналогии, Основы рассматривали как общественно-опасное лишь деяние, прямо предусмотренное законом.
Было установлено, что закон не имеет обратной силы и действует с момента его введения.
Принцип индивидуализации наказания и связь уголовной ответственности со степенью вины; был отменен принцип объективного вменения, позволявший применять наказание без установления факта виновности (к так называемым «социально опасным» лицам, к близким родственникам обвиняемого, представителям враждебных классов и т. п.). Исключались такие характерные для периода сталинских репрессий виды наказаний как присвоение статуса «врага народа», высылка из СССР, поражение в политических и гражданских правах.
Наказание должно было применяться только по приговору суда, с учётом всех объективных и субъективных обстоятельств дел, выявленных следствием.
Был повышен возрастной предел для малолетних преступников с 14 до 16 лет, однако прежний предел позволялось использовать при тяжких преступлениях (разбой, изнасилование и т. д.).
Впервые в советском уголовном праве ст. 11 Основ ввела понятие «невменяемости» преступника (ранее говорилось только о «состоянии душевной болезни»). Как и в ранее действовавших актах, предусматривалась возможность применения к такому лицу мер принудительного лечения по решению суда, которые оговаривались в законодательстве союзных республик.
Была сужена и смягчена уголовная ответственность за мелкие и общественно не опасные преступления.
За отдельные наиболее тяжкие преступления ответственность ужесточили: так, более суровые наказания предусматривались для рецидивистов, для лиц, виновных в хищениях в особо крупных размерах.
В главах второй и пятой Особенной части УК предусматривалась ответственность за такие корыстные преступления, как причинение имущественного ущерба путем обмана или злоупотребления доверием (ст. 94), вымогательство (ст.ст. 95 и 148), присвоение найденного или случайно оказавшегося у виновного государственного или общественного имущества (ст. 97).

#### Градация собственности
Основы уголовного законодательства установили градацию социалистической и личной собственности, обозначив приоритет первой. В Особенной части Уголовного кодекса был разделён подход к преступлениям против социалистической собственности (глава 2) и против личной собственности граждан (глава 2).
Необходимость усиленной защиты социалистической собственности проявилась в определении оснований ответственности — в частности, в статьях, оговаривающих наказание за повреждение и уничтожение имущества. Если в ранее действовавшем законодательстве причинение вреда по неосторожности или неумышленное не наказывалось, то Кодекс 1960 года такие преступления криминализировал. Однако применительно к личной собственности ответственность за такое деяние наступала в случае, если в результате имущество было уничтожено или повреждено, а применительно к социалистической собственности также при недобросовестном выполнении виновным обязанностей по охране государственного и общественного имущества, если его следствием стало расхищение, повреждение или гибель имущества в крупных размерах.
Из УК 1960 года была исключена наказуемость некоторых имущественных деяний (например, за банкротство), однако появились новые: причинение имущественного ущерба путем обмана или злоупотребления доверием, присвоение найденного или случайно оказавшегося у виновного имущества. Законодатель дополнил последними лишь главу «Преступления против социалистической собственности».

## Ответственность за хищения
В советской литературе имущественные преступления подразделялись так:
- против социалистической собственности — на три группы: хищения, иные корыстные преступления и преступления, повлекшие уничтожение и повреждение имущества;
- против личной собственности — на две группы (завладение и уничтожение (повреждение) чужого имущества) или три группы (помимо первых двух групп, квалифицировалось также противоправное приобретение чужого имущества).[5].

Деления корыстных преступлений на хищения и иные корыстные посягательства до 1960 года не было ни в СССР, ни за рубежом. Соответственно не квалифицировался такой состав преступления, как причинение имущественного ущерба путем обмана или злоупотребления доверием (оно охватывалось составом мошенничества). Присвоение найденного квалифицировалось в той же статье, что и присвоение. Угон автотранспорта рассматривался как кража или грабеж (разбой), в зависимости от способа присвоения. Общего определения хищения также не было, хотя сам термин применялся после принятия чрезвычайного Постановлении ЦИК и СНК СССР от 7 августа 1932 года «Об охране имущества государственных предприятий, колхозов и кооперации и укреплении общественной (социалистической) собственности», принятого по инициативе Генерального секретаря ЦК ВКП(б) И. В. Сталина для прекращения хищений из колхозов и на транспорте, угрожавших социалистическому государству в момент голода 1932—1933 годов.
Этим постановлением из имущественных преступлений были вычленены посягательства на социалистическую собственность как основу государства, названные хищением, а ответственность за них была предусмотрена вне зависимости от формы хищения. При этом относительно посягательств на личную собственность этот термин не употреблялся, использовались понятия «похищение» (кража, грабёж) и «завладение» (разбой, мошенничество).
До 1947 г. в законодательстве наряду с понятием «хищение» употреблялись «кража», «грабёж», «мошенничество». 4 июня 1947 г. был издан Указ Президиума Верховного Совета СССР «Об уголовной ответственности за хищение государственного и общественного имущества», распространивший понятие «хищение» на все его формы и способы. Указом было установлено наказание за хищение государственного имущества от семи до 10 лет заключения в ИТЛ с конфискацией имущества или без него, за хищение колхозного, кооперативного или иного общественного имущества — от пяти до восьми лет с конфискацией имущества или без него. За повторное такое преступление или преступление, совершённое в группе или в крупных размерах против государственного имущества, — от 10 до 25 лет с конфискацией имущества, против колхозного, кооперативного и общественного имущества — от 8 до 20 лет с конфискацией. Недонесение правоохранительным органам о готовящемся хищении каралось тюремным заключением на срок от 2 до 3 лет или ссылкой на срок от 5 до 7 лет.
Судебное определение этого понятия дал Пленум Верховного Суда СССР в постановлении от 28 мая 1954 г. № 5: «По смыслу Указа от 4 июня 1947 г. умышленное обращение в свою собственность государственного и общественного имущества, независимо от форм и способов его совершения, должны рассматриваться как хищение».

#### Смертная казнь за хищения в особо крупных размерах
УК РСФСР 1960 года не определил понятия и способов хищения, однако способы его совершения квалифицировал как кражу, грабеж, разбой, присвоение, растрату, злоупотребление служебным положением и мошенничество. По тяжести деяния такие преступления против государственного или общественного имущества подразделялись на мелкое хищение (ст. 96, на сумму не более 50 рублей) и хищение в крупных размерах (ч.ч. 3 ст.ст. 89, 90, ч. 2 ст. 91, на сумму от 2500 до 10 000 рублей) или причинившее крупный ущерб (ч.ч. 3 ст.ст. 92, 93). При этом, если мелкое хищение совершалось путём грабежа или разбоя, оно уже не подлежало административному наказанию или мерам общественного воздействия, а рассматривалось в уголовном порядке.
В теории и практике выделялось также не оговорённое отдельными статьями УК хищение в значительном размере (на сумму от 50 до 2500 рублей).
25 июля 1962 года в УК была внесена статья 93-1, которая предусматривала наказание вплоть до смертной казни за хищение государственного или общественного имущества «в особо крупных размерах, независимо от способа хищения» — на сумму свыше 10 000 рублей. Такая мера наказания была отменена Законом РФ от 5 декабря 1991 года, который также изменил квалификацию степени нанесенного ущерба, привязав её к размерам минимальной оплаты труда.

## Утверждение кодекса
В 1960 году в РСФСР был утверждён новый уголовный кодекс, вступивший в силу с 1961 года.

## Изменения 1994 года
Последние изменения в УК РСФСР были внесены принятием Федерального закона РФ от 1 июля 1994 года, которым была исключена глава вторая (статьи 89 — 101) и уравнена ответственность за преступления против общественной и личной собственности в главе пятой (статьи 144—150) во исполнение соответствующей нормы части 2, статьи 8 Конституции РФ 1993 года: все формы собственности в Российской Федерации «признаются и защищаются равным образом».
В части первой примечания к статье 144 впервые было юридически определено хищение, а к его особо квалифицирующим признакам было отнесено совершение хищения организованной группой.
Глава пятая о хищениях была дополнена двумя новыми статьями: 147-1 (присвоение вверенного имущества, также за растрату любого имущества) и 147-2 (хищение предметов, имеющих особую ценность, с ответственностью за «хищение государственного имущества путем злоупотребления должностного лица своим служебным положением»).